# Бобовые культуры

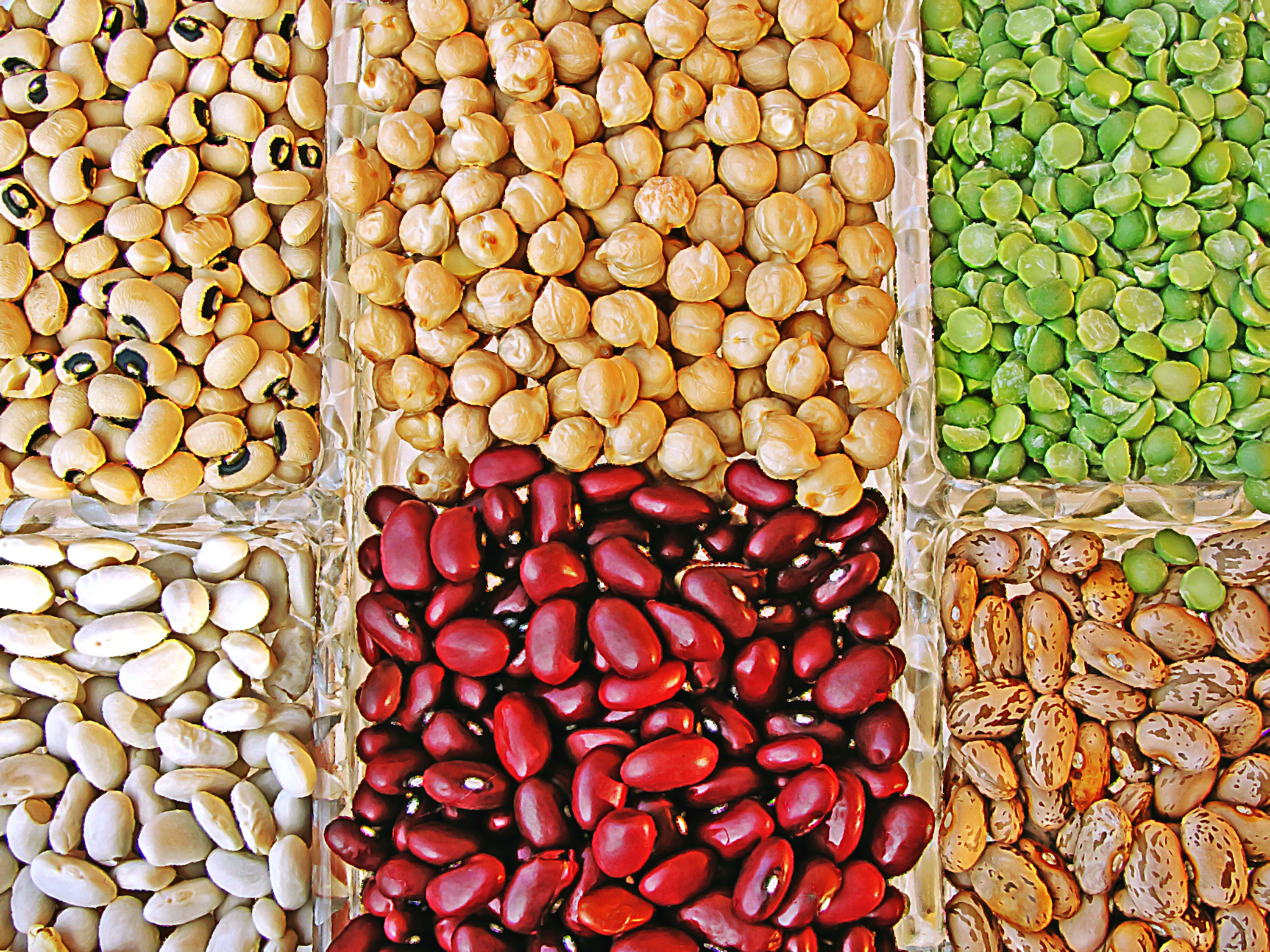
Бобовые культуры

Бобовые культуры — растения порядка Бобовые, которые возделываются в качестве сельскохозяйственных культур. Условно выделяют овощные и кормовые бобовые культуры.
Овощные бобовые культуры предназначены для употребления в пищу: в виде зёрен, или бобов (зернобобовые культуры: горох, фасоль, соя, чечевица), или в виде зелёных стручков (стручковая фасоль, горох).
Американские специалисты в области диетологии доказали, что регулярное употребление в пищу бобовых — чечевицы, нута, гороха и фасоли — способствует снижению избыточной  массы тела. Для достижения этого эффекта необходимо употреблять около 130 граммов любого бобового продукта ежедневно в течение шести недель.
Кормовые бобовые культуры предназначены для кормления сельскохозяйственных животных (люцерна, клевер, люпин, донник).
Овощные и кормовые бобовые культуры могут возделываться и для технических целей: сидерации, совместных посадок (боб садовый), производства лекарственного сырья и других. Некоторые культуры используются в декоративных целях (люпин, душистый горошек).